# Lake Ridge
Lake Ridge é uma Região censo-designada localizada no estado norte-americano de Virginia, no Condado de Prince William.

## Demografia
Segundo o censo norte-americano de 2000, a sua população era de 30.404 habitantes.

## Geografia
De acordo com o United States Census Bureau tem uma área de
22,3 km², dos quais 21,3 km² cobertos por terra e 1,0 km² cobertos por água.

## Localidades na vizinhança
O diagrama seguinte representa as localidades num raio de 12 km ao redor de Lake Ridge.